# 王璐
王璐（1992年8月23日—），汉族，中國大陆歌手、演員，畢業於四川音乐学院，於2012年参加由青海卫视举办的全国歌唱比赛节目《花儿朵朵》获得全国总冠军，於同年年底代表青海卫视参加由中央電视台舉辦的《直通春晚》比赛，由其独特的沙哑的嗓音、气质及朝气而得到了众多圈内人士的高度赞赏以及众多媒体和歌迷的追捧。

## 主要经历
- 1992年，出生于广东省深圳市福田区一个商人家庭，为独生子女。
- 2005年，初中就读于深圳市福田区景秀中学。
- 2008年，高中就读于深圳市梅林中学。
- 2011年，考入四川音乐学院流行演唱专业本科班学习（现就读中，2015年毕业）；同年参加湖南卫视《2011快乐女声》比赛晋级成都赛区30强。
- 2012年，参加青海卫视举办的全国歌唱比赛节目《花儿朵朵》获得全国总冠军[1][2]；同年年底代表青海卫视参加央视《直通春晚》比赛[3]，随后签约孟庭苇入股建立的北京乐华娱乐公司，成为孟庭苇、韩庚、安又琪、阿兰、沙宝亮、黄征等艺人的小师妹。
- 2013年，代表乐华娱乐新人正在参加深圳卫视举办的《中国音超（中国流行音乐金钟奖超级联赛）》[4][5]。

## 音乐作品

### 单曲
《触动》（2012qq炫舞最新游戏主题曲）

### 花儿朵朵历程
- 全国总决赛第一场：演唱：天黑黑 直接晋级全国12强
- 全国总决赛第二场：演唱：本来 直接晋级全国11强
- 全国总决赛第三场：演唱：寂寞在唱歌 直接晋级全国10强
- 全国总决赛第四场：演唱：傻瓜 直接晋级全国9强
- 全国总决赛第五场：演唱：No Body 晋级全国8强
- 全国总决赛第六场：演唱：两个女孩、我不难过 晋级全国7强
- 全国总决赛第七场：演唱：月半小夜曲、太委屈 晋级全国6强
- 全国总决赛第八场：演唱：愚人码头 晋级全国5强
- 全国总决赛第九场：演唱：心墙、哥哥、你快乐吗 晋级全国4强
- 全国总决赛第十场：演唱：离开我、逆光 成为全国总冠军

## 代言
2012年，花儿朵朵比赛期间，成为QQ炫舞游戏代言人；